# Spremberg
Spremberg (em baixo sorábio: Grodk) é um município da Alemanha, situado no distrito de Spree-Neiße, no estado de Brandemburgo. Tem 202,31 km² de área, e sua população em 2019 foi estimada em 21.998 habitantes.